# Torneo de Nottingham 2019
El Nature Valley Open 2019 fue un torneo profesional de tenis jugado en canchas de césped al aire libre. Fue la duodécima primera edición del evento para las mujeres. Se llevó a cabo en Nottingham (Reino Unido) entre el 10 y el 16 de junio de 2019.

## Distribución de puntos
| Modalidad           | Campeona | Finalista | Semifinales | Cuartos de final | 2ª ronda | 1ª ronda | Clasificadas | 2ª ronda de clasificación | 1ª ronda de clasificación |
| Individual femenino | 280      | 180       | 110         | 60               | 30       | 1        | 18           | 12                        | 1                         |
| Dobles femenino     | 280      | 180       | 110         | 60               | 1        | -        | -            | -                         | -                         |

## Cabezas de serie

### Individuales femenino
| Tenista             | Ranking | Preclasificada |
| Caroline Garcia     | 22      | 1              |
| Donna Vekić         | 24      | 2              |
| Yulia Putintseva    | 28      | 3              |
| Maria Sakkari       | 30      | 4              |
| Dayana Yastremska   | 32      | 5              |
| Ajla Tomljanović    | 47      | 6              |
| Shuai Zhang         | 50      | 7              |
| Kristina Mladenovic | 53      | 8              |
| Tatjana Maria       | 57      | 9              |
| Evgeniya Rodina     | 70      | 10             |

- Ranking del 27 de mayo de 2019.[2]

### Dobles femenino
| Tenista                         | Ranking | Preclasificadas |
| Gabriela Dabrowski Yifan Xu     | 22      | 1               |
| Alicja Rosolska Zhaoxuan Yang   | 55      | 2               |
| Darija Jurak Katarina Srebotnik | 67      | 3               |
| Makoto Ninomiya Renata Voráčová | 107     | 4               |

## Campeonas

### Individual femenino
Caroline Garcia venció a  Donna Vekić por 2-6, 7-6(7-4), 7-6(7-4)

### Dobles femenino
Desirae Krawczyk /  Giuliana Olmos vencieron a  Ellen Perez /  Arina Rodionova por 7-6(7-5), 7-5